# Kiffa
Kiffa (ou Kîfa, en arabe : كيفة), fondée en 1884 par le Soninké Youba Sadio Sylla est une ville située au sud de la Mauritanie, à environ 600 km de la capitale, Nouakchott, à laquelle elle est reliée par la route de l'Espoir. C'est le chef-lieu du département de Kiffa et la capitale de la région d'Assaba. C'est la troisième ville du pays par sa population.

## Toponyme
Kiffa est un village soninké, son fondateur est Youba Sylla, fils de Gaye Sylla et de Sadio Touré qui est chef du village depuis 1884 ; bien avant l'occupation française et la création du poste de Kiffa en février 1907.
En 1936, la chefferie du village est revenue à Tijani Sylla, fils de Youba Sylla et de Beike Mint Sidi Abdalla Ould Toueilib.

## Histoire
Le poste de Kiffa fut officiellement créé par les Français, le 1er février 1907 dans les environs de Ehsseye Babou (ou Hassi Babou), du nom d'un puits. Il fait d'abord partie du Haut-Sénégal et Niger, puis est rattaché à la colonie de Mauritanie par décret du 23 avril 1913.

## Climat
Kiffa possède un climat semi-aride chaud (Classification de Köppen BSh). Une chaleur extrême y règne aux mois d'avril, mai et juin avec des températures maximales atteignant régulièrement 45 °C. La pluviométrie moyenne est de 319 mm, soit 23 jours de pluie par an.

## Population
Lors des recensements de 1988, 2000 et 2013, la ville de Kiffa comptait respectivement 29 292, 32 716, puis 50 207 habitants.

## Économie

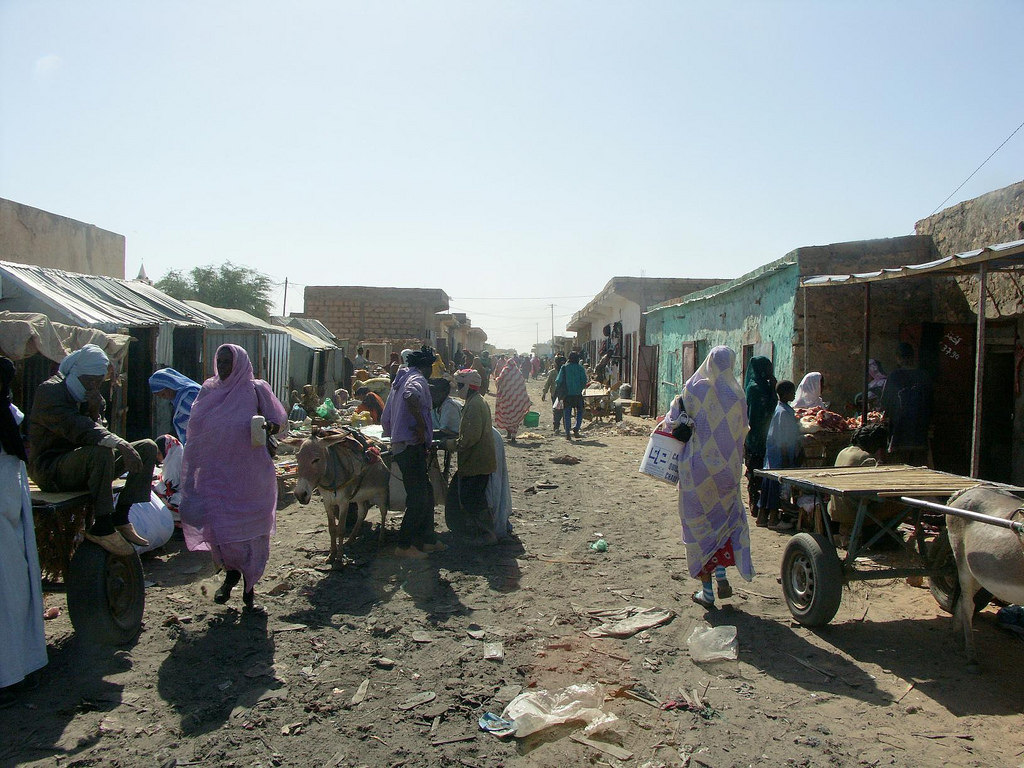
Le marché du matin

Kiffa vit du commerce et de l'agriculture. Comme la localité se trouve dans une zone agropastorale, elle accueille un important marché aux bestiaux.
La ville est traversée par le plus important axe routier du sud, la Route de l'Espoir, achevée dans les années 1980 ; elle se trouve à peu près à mi-chemin entre Nouakchott à l'ouest et Néma à l'est.
Kiffa constituait l'une des étapes du Rallye Dakar.
La ville est dotée d'un aéroport, dont le code AITA est KFA.

## Artisanat
La ville est célèbre pour ses perles de verre déjà décrites par Raymond Mauny en 1949.

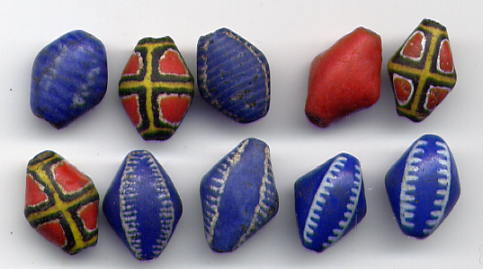
Perles en forme de diamants
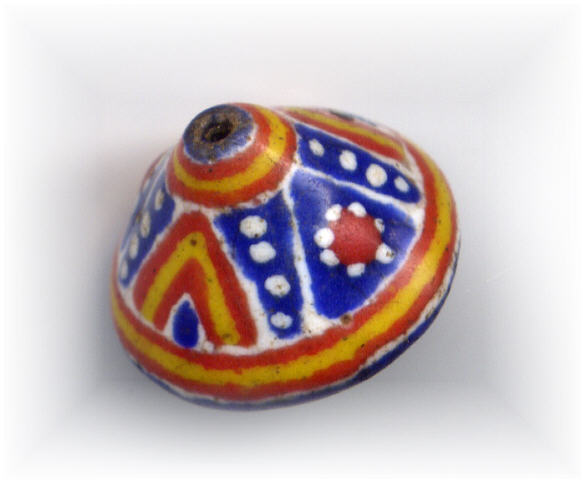
Perle conique
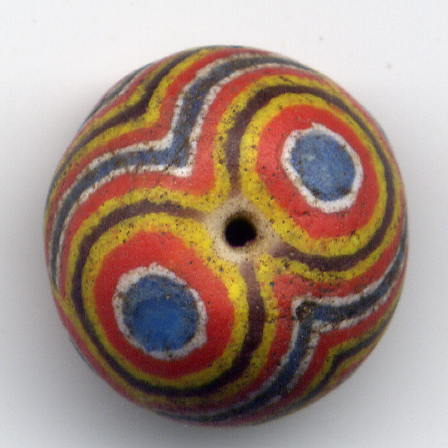
Perle sphérique
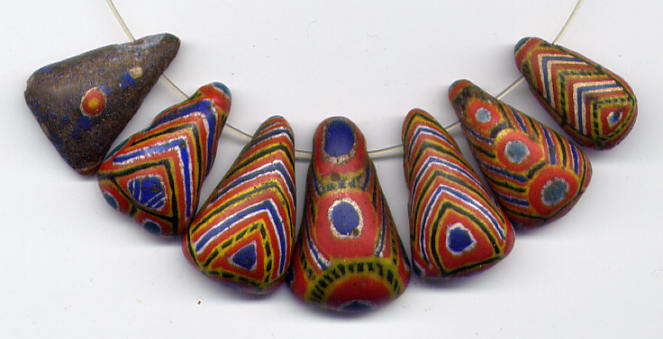
Collier de perles

## Météorite
La chute d'une météorite a été observée près de Kiffa, le 3 octobre 1970.

## Personnalités liées à la commune
- Ahamdy Ould Hamady (né en 1951), homme politique mauritanien et ancien ministre.

## Note
1. ↑  (en + de) « Mauritania: Regions, Major Cities & Localities », sur citypopulation (consulté le 24 avril 2025)
2. 1 2  « http://www.ons.mr/images/rgph2013/Chapitres_RGPH_Fr/Chapitre01_R%C3%A9partition_spatiale_fr.pdf »(Archive.org • Wikiwix • Archive.is • Google • Que faire ?), page 24.
3. ↑  (fr) « Kiffa fête ses 100 ans ! »
4. ↑  Archives nationales d'outre-mer, « Assaba, Cercle (Mauritanie) », sur anom.archivesnationales.culture.gouv.fr, 12 août 2016.
5. ↑  (fr) Pierre Munier, L'Assaba
6. 1 2 3  (en) Anthony G. Pazzanita, « Kiffa », in Historical dictionary of Mauritania, Scarecrow Press, Lanham (Maryland) ; Toronto, Plymouth (Royaume-Uni), 2008 (3e éd.), p. 287
7. ↑  (fr) Raymond Mauny, « Fabrication de perles de verre en Mauritanie », in Notes africaines, no 44, 1949, p. 116–118